# Chiloglanis sanagaensis
Chiloglanis sanagaensis är en fiskart som beskrevs av Roberts, 1989. Chiloglanis sanagaensis ingår i släktet Chiloglanis och familjen Mochokidae. IUCN kategoriserar arten globalt som livskraftig. Inga underarter finns listade i Catalogue of Life.